# 天までとどく木

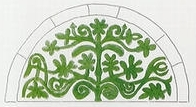
天までとどく木

天までとどく木もしくはアズ・エーギグ・エーレ・ファ (ハンガリー語: Az égig érő fa) とはハンガリーの民話の名前であり、世界樹の名前でもある。頂きのない〔天まで達している〕木、頂きのない、天まで届く木という呼び方もある。

## 民話

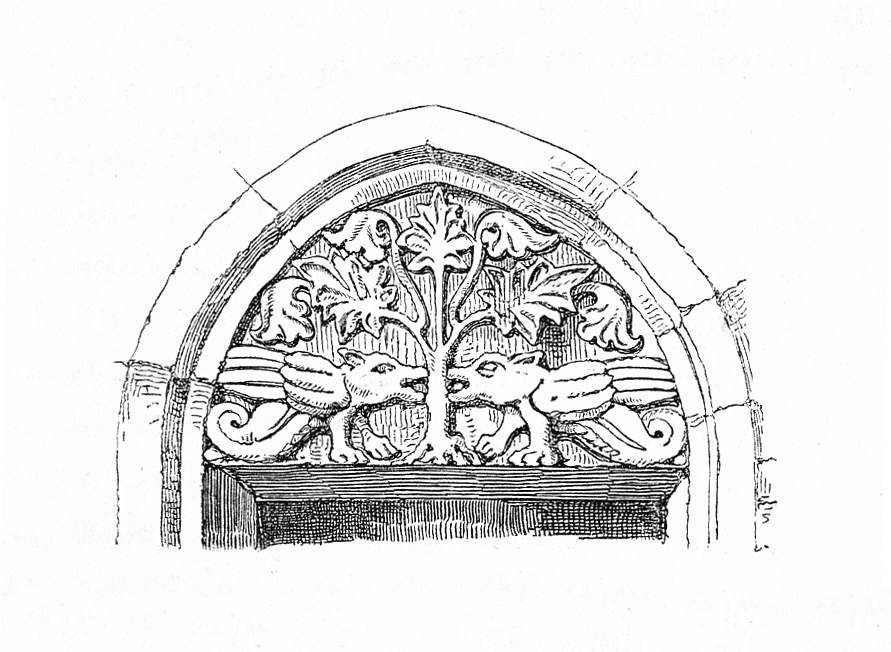
天までとどく木

7つの国を7回越えたその向こうに王と王妃と王女がいた。王妃が若くして亡くなると、王はもう結婚しないと誓ったため、王女は嫁がずに父王の元に留まることを決めた。ある日王女が王宮の美しい庭園を散歩していると、強い風に捕らえられ、庭園の真ん中にある高い木のてっぺんに連れて行かれた。それを知らない王は、軍隊に探させるなどあらゆる手立てを尽くしたが王女は見つからない。ある夜、王は夢を見た。王女が竜巻に連れ去られ、今は高い木の上に住む24の頭をもつ竜の宮殿に住んでいるという内容で、王はこれは正夢と考えた。王女を取り戻す勇者を募集したが、応じた者達は誰も木を登りきることさえできなかった。

そんな中、王の元に豚の飼育係の少年ヤーノシュが訪ねてきた。天までとどく木の攻略法を子豚から教えられていたヤーノシュは、木に登ることの条件として、野牛の皮で7足のサンダルと7着の服を作ることを王に頼んだ。用意された服を着たヤーノシュは、斧を幹に打ち込みながら木を登っていき、細い枝では毛虫のように這って行き、葉に飛び乗った。その先には20階建ての建物がいくつもある街があったが無人だった。突然ある建物の2階から、王女がヤーノシュに呼びかけてきた。王女は、ヤーノシュを2階に上げて洗い桶の下に隠し、夫となった24の頭の竜が帰ってくると、ヤーノシュが奉公のために来たと話して紹介した。竜はヤーノシュを奉公人として試用したが、彼が熱心に仕事をするので、次第にヤーノシュを信頼していった。あるとき、ヤーノシュが厩舎でたくさんの馬の世話をしていると、やせた小馬が、王女を奪還するための方法をヤーノシュに話した。その言葉に従い、ヤーノシュが頼んで王女に竜の力の根源を聞き出させる。それは「森にいる熊の頭の中に猪がおり、猪の頭の中に兎がおり、兎の頭の中に箱があり、その箱の中にいる9匹の雀蜂」だという。ヤーノシュは厩舎に戻ると、それまで竜が禁じていた、小馬が欲しがる物を与えた。それは大量の薪の灰だったが、灰をなめ尽くした小馬は5本脚の駿馬となった。ヤーノシュは小馬を厩舎から出すと、剣を携えて森に向かった。そしてちょうど小川に出てきた熊を倒し、小馬の協力を得つつ、最終的に雀蜂を箱ごと全滅させることができた。竜の元へ戻ると、竜は力を全部失っており助命を懇願してきたが、ヤーノシュは竜の24の頭すべてに剣を突き刺して退治した。小馬から「この国で王になりたいか」と尋ねられ、ヤーノシュは「王女を連れて帰りたい」と願った。すると馬は2人を乗せ、呪文を唱えて宮廷の庭に着いた。ヤーノシュ達が王宮に入ると、王は悲しみのあまり衰弱しておりすでに死の床にいた。しかし王女が戻ってきたのを喜び、ヤーノシュに自分の国と娘を与え、祝福した後、間もなく亡くなった。こうして少年ヤーノシュは王となったのである。
この民話は、AT分類では467と302/Aの混合とされている。ハンガリーの民話研究者デーグ・リンダによる『Kakashi népmesék』（1955年）や、デーグおよび同じくハンガリーの民俗学者オルトゥタイ・ジュラらによる『ハンガリーの民話』（1960年）などに収録されている。

## シャーマニズムでの天までとどく木

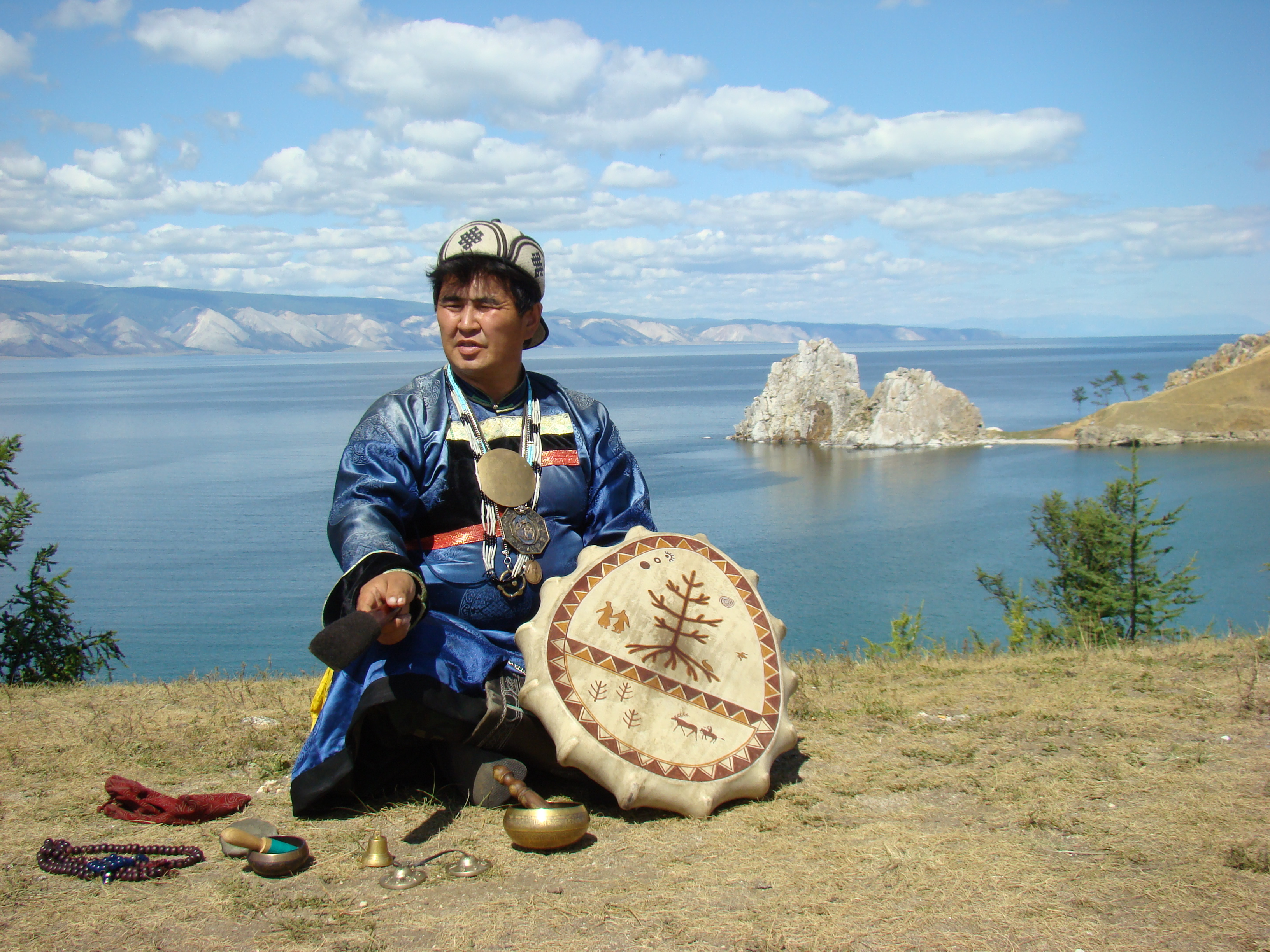
シャーマンの太鼓の例（ロシア・ブリヤート共和国にて撮影）

「天までとどく木」とそれに登る行為は、ウラル・アルタイ語族のシャーマニズムの信仰世界の代表的モチーフとされている。ハンガリーにおける「頂きのない、天まで届く木」も、シャーマニズムの影響から生まれたと考えられている。ハンガリーではシャーマンの太鼓の絵柄にも描かれるどころか広告文にまで多用されると言う。主にハンガリー以東で見られるモチーフである。また、他の民話、特にAT分類301/A、302/A、468タイプの民話としばしば関連づけられて現れる。

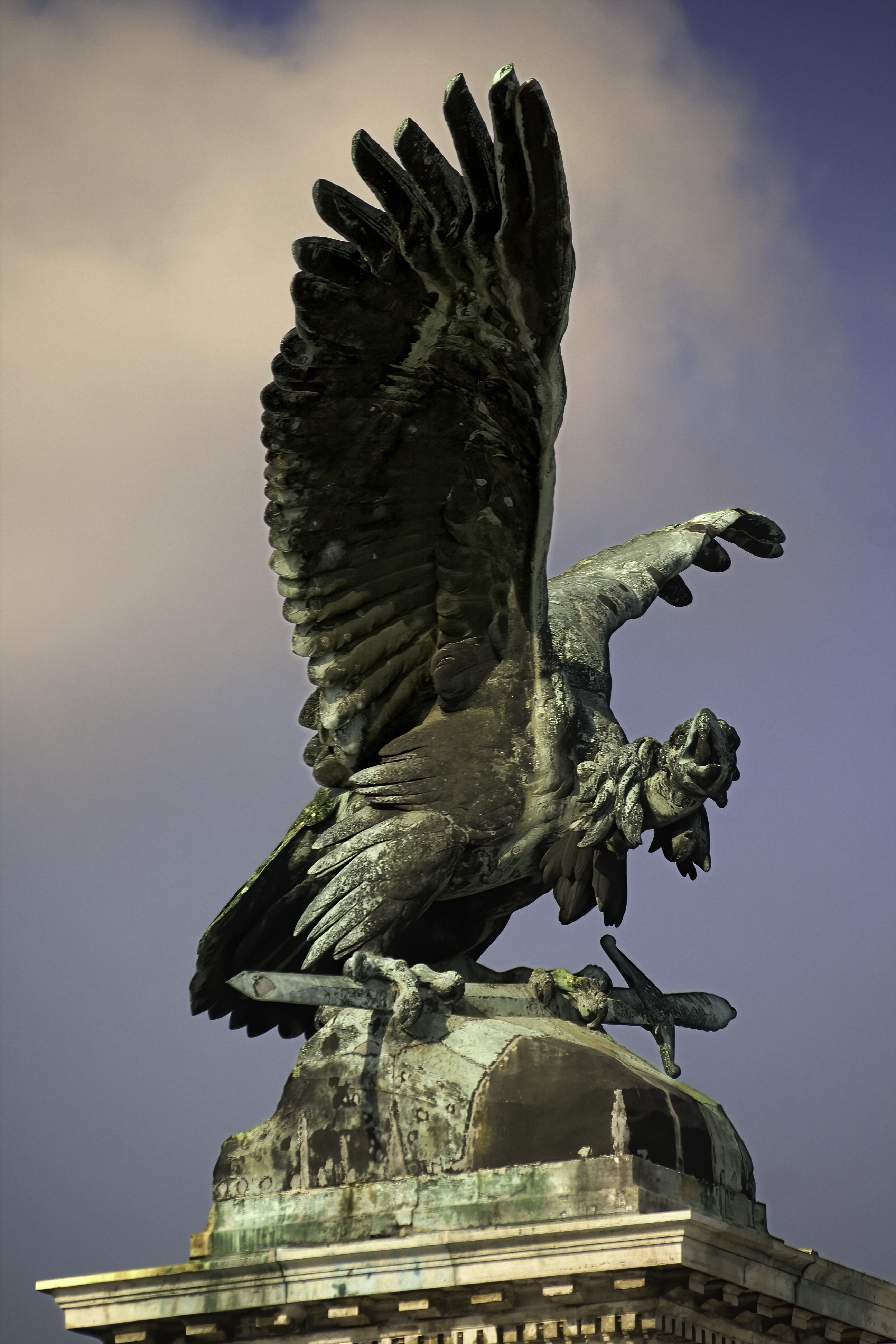
トゥルル（霊鳥）。ブダペスト王宮より

なお、天までとどく木には「トゥルル」（Turul）という名の霊鳥が住むとされている。